# Академическая гребля на летних Паралимпийских играх 2012 — одиночки (женщины)
Соревнования среди женщин проходилис 31 августа до 1 сентября 2012 года. Участвовало 12 спортсменок из 12 стран.

## Соревнование

### Предварительный этап
Победительницы двух заездов напрямую проходят в финал соревнований. Все остальные спортсменки попадают в утешительные заезды, где будут разыграны ещё четыре места в финале.

#### Заезд 1
| Место | Спортсмен      | Время     |
| ----- | -------------- | --------- |
| 1     | Людмила Волчок | 5:40,21 Q |
| 2     | Клаудия Сантос | 5:41,38   |
| 3     | Джоан Рид      | 5:43,52   |
| 4     | Чжунли Ли      | 5:45,82   |
| 5     | Сандра Кумало  | 6:02,38   |
| 6     | Моника Лендьел | 6:02,38   |

#### Заезд 2
| Место | Спортсмен       | Время     |
| ----- | --------------- | --------- |
| 1     | Алла Лысенко    | 5:29,99 Q |
| 2     | Натали Бенуа    | 5:39,15   |
| 3     | Моран Самуэль   | 5:45,47   |
| 4     | Мартина Снопек  | 6:10,08   |
| 5     | Филомена Франко | 6:31,10   |
| 6     | Мари Отаке      | 6:44,67   |

### Утешительный этап
Спортсменки, занявшие в каждом заезде два первых места, проходят в финал А соревнований. 

#### Заезд 1
| Место | Спортсмен      | Время           |
| ----- | -------------- | --------------- |
| 1     | Моран Самуэль  | 5:44,78 Q       |
| 2     | Клаудия Сантос | 5:45,62 Q       |
| 3     | Мартина Снопек | 6:13,00 Финал В |
| 4     | Сандра Кумало  | 6:13,23 Финал В |
| 5     | Моника Лендьел | 6:47,34 Финал В |

#### Заезд 2
| Место | Спортсмен       | Время           |
| ----- | --------------- | --------------- |
| 1     | Натали Бенуа    | 5:44,30 Q       |
| 2     | Джоан Рид       | 5:49,77 Q       |
| 3     | Чжунли Ли       | 5:52,74 Финал В |
| 4     | Филомена Франко | 6:40,48 Финал В |
| 5     | Мари Отаке      | 7:02,53 Финал В |

## Финалы

### Финал В
| Место | Спортсмен       | Время   |
| ----- | --------------- | ------- |
| 1     | Чжунли Ли       | 5:57,86 |
| 2     | Сандра Кумало   | 6:18,88 |
| 3     | Мартина Снопек  | 6:23,65 |
| 4     | Филомена Франко | 6:48,54 |
| 5     | Мари Отаке      | 6:50,67 |
| 6     | Моника Лендьел  | 6:59,16 |

### Финал А
| Место | Спортсмен      | Время   |
| ----- | -------------- | ------- |
| 1     | Алла Лысенко   | 5:35,29 |
| 2     | Натали Бенуа   | 5:43,56 |
| 3     | Людмила Волчок | 5:47,54 |
| 4     | Клаудия Сантос | 5:47,86 |
| 5     | Моран Самуэль  | 5:48,67 |
| 6     | Джоан Рид      | 5:55,92 |